# 26 septembre 1958
Le vendredi 26 septembre 1958 est le 269e jour de l'année 1958.

## Naissances
- Darby Crash (mort le 7 décembre 1980), musicien américain
- Frank Darcel, écrivain, musicien et producteur de musique breton
- Igor Tuveri, dessinateur italien
- Janusz Stega, artiste peintre
- Kenny Sansom, footballeur anglais
- Robert Kagan, politologue américain
- Sabine Van Huffel, Mathématicienne et informaticienne belge
- Sabrina Fox, auteur et animatrice de télévision allemande

## Décès
- Åge Vedel Tåning (né le 27 juillet 1890), ichtyologiste danois
- Carl Brisson (né le 24 décembre 1893), acteur anglo-danois

## Événements
- Birmanie : U Nu confie le pouvoir à l'armée pour rétablir l'ordre. Le général Ne Win devient Premier ministre et établit une dictature anticommuniste.